# Step Into My Office, Baby
Step Into My Office, Baby är en musiksingel av Belle and Sebastian, den första singeln från albumet Dear Catastrophe Waitress, släppt 2003 på Rough Trade Records. Personerna på omslaget är bandmeldlemmen Bobby Kildea tillsammans med Roxanne Clifford och Hannah Robinson.

## Låtlista

### CD
1. "Step Into My Office, Baby" – 4:12
2. "Love on the March" – 3:49
3. "Desperation Made a Fool of Me" – 4:15

Innehåller också "Step Into My Office, Baby" CD-romvideon

### 7" vinyl
1. "Step Into My Office, Baby" – 4:12
2. "Love on the March" – 3:49